# Setanta decorosa
Setanta decorosa är en stekelart som först beskrevs av Cresson 1868.  Setanta decorosa ingår i släktet Setanta och familjen brokparasitsteklar. Inga underarter finns listade i Catalogue of Life.